# Sparneck
Sparneck ist ein Markt im oberfränkischen Landkreis Hof und der Sitz der Verwaltungsgemeinschaft Sparneck.

## Geographie

### Geographische Lage
Der Markt Sparneck liegt auf einer durchschnittlichen Höhe von 560 m ü. NHN im Pfarrbachtal, das den Großteil des Gemeindegebiets bildet. Die Sächsische Saale durchquert dieses Tal in nördlicher Richtung. Im Süden erhebt sich der 877 Meter hohe Große Waldstein, an dessen Westhang die Saale entspringt. Der Waldstein-Gebirgszug, zu dem auch der südöstlich des Ortes gelegene Kleine Waldstein zählt, bildet die natürliche Grenze zum Landkreis Wunsiedel.
Durch Sparneck führt der Jean-Paul-Weg, ein markierter und ausgeschilderter Wanderweg zu Ehren des Dichters Jean Paul Friedrich Richter (1763–1825). Auf den zum Ort gehörenden Flächen gibt es drei Naturdenkmäler: die Felsengruppe Kleiner Waldstein, der Weidenbrunnen im selben Wald und eine Buche in unmittelbarer Nähe des ehemaligen Waldhotels Heimatliebe.

### Nachbargemeinden
Größere Nachbarorte sind im Uhrzeigersinn, im Norden beginnend, die Gemeinde Weißdorf, die Stadt Kirchenlamitz, die Stadt Bad Weißenstadt (beide im Landkreis Wunsiedel), der Markt Zell und die Stadt Münchberg.

### Gemeindegliederung
Es gibt zwölf Gemeindeteile (in Klammern ist der Siedlungstyp angegeben):
- Brandenstumpf (Weiler)
- Einöden (Dorf)
- Germersreuth (Dorf)
- Grohenbühl (Einöde)
- Immerseiben (Weiler)
- Immershof (Einöde)
- Reinersreuth (Dorf)
- Rohrmühle (Einöde)
- Saalmühle (Einöde)
- Sparneck (Hauptort)
- Stockenroth (Dorf)
- Ziegelhütte (Einöde)

Es gibt auf dem Gemeindegebiet nur die Gemarkung Sparneck. Sie hat eine Fläche von 9,448 km² und ist in 2021 Flurstücke aufgeteilt, die eine durchschnittliche Fläche von 4675 m² haben. In ihr liegen sämtliche Gemeindeteile der Gemeinde.

## Geschichte

### Namensentwicklung
Die erste Beurkundung Sparnecks lässt darauf schließen, dass eine Burg erbaut wurde und sich die Besitzer, die Herren von Sparneck, nach ihr benannten. Die Burg wurde allerdings erst 1298 urkundlich erwähnt. Die frühe Bezeichnung des Adelsgeschlechts als Sparrenhecke leitet sich von den roten und silbernen Sparren ab, die das Wappen von Sparneck zieren. Der Zusatz hecke oder eck weist darauf hin, dass sich die Burg auf einem Bergsporn befand.

### Die Zeit der Herren von Sparneck

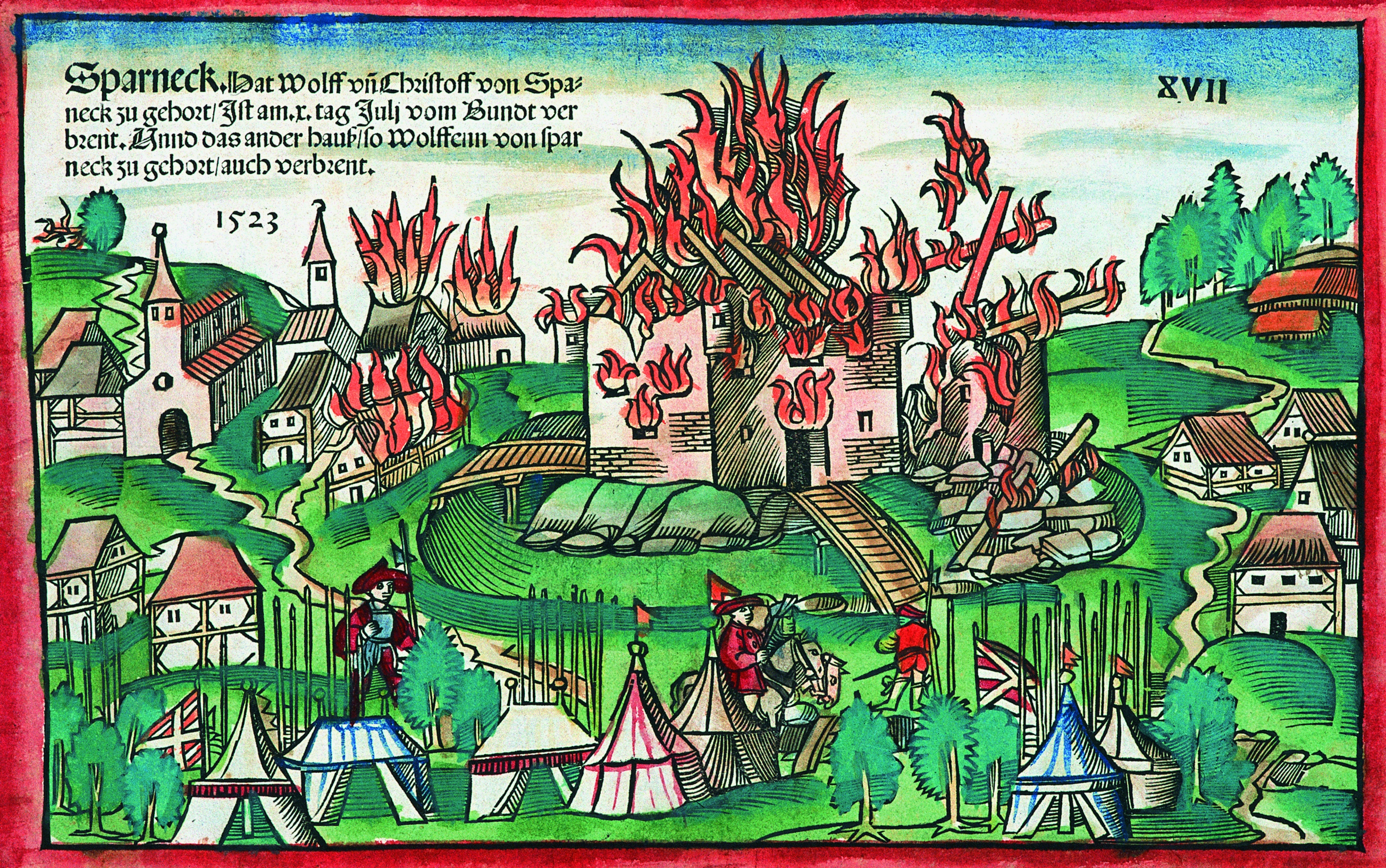
Sogenannter Wandereisen-Holzschnitt von 1523, vorne der brennende Rittersitz, links im Hintergrund das Klostergebäude, daneben die Klosterkirche, heute Chorraum von St. Veit

Der Geschichte des Marktes Sparneck ist mit der des gleichnamigen Adelsgeschlechts, der Herren von Sparneck, verbunden. Der Ort Sparneck erschien erstmals in einer Urkunde vom 10. November 1223, als Rüdiger von Sparneck („Rudegerus de Sparrenhecke“), sein Bruder Arnold von Sparnberg und Rüdigers Söhne als Zeugen bei einem Gerichtstag in Eger auftraten. Ihr Besitz reichte bis ins Egerland. Sie besaßen die Hohe Gerichtsbarkeit, die es ihnen erlaubte, auch die Todesstrafe zu verhängen. Als der böhmische König im Jahr 1355 zum deutschen Kaiser Karl IV. gekrönt wurde, rückte das europäische Machtzentrum in ihre unmittelbare Nähe. Die Sparnecker verstanden es, ihren Besitz unter böhmische Lehenshoheit zu stellen. Dieser Umstand könnte dazu geführt haben, dass das Sparnecker Schloss beim Hussiteneinfall 1430 verschont blieb, während viele andere Burgen zerstört wurden. Auch den Bayerischen Krieg (1459–1463) überstand es unversehrt.
Nachdem die Sparnecker Ritter während des 14. Jahrhunderts mit den mächtigen Burggrafen von Nürnberg zu kämpfen hatten, die ihr Gebiet kontinuierlich vergrößerten, verkauften sie im Jahr 1373 mit Münchberg und 19 weiteren Dörfern einen großen Teil ihres Besitzes. Als die Sparnecker Ritter Thomas von Absberg erlaubten, seine Gefangenen im Verlies auf dem Waldstein zu verstecken, gerieten sie ins Visier des Schwäbischen Bundes, eines Zusammenschlusses fränkischer und schwäbischer Reichsstände. Dieser setzte sich mit 10.000 Fußknechten, 1000 Reitern, 40 Geschützen, 100 schweren Büchsen und 900 Zentnern Schießpulver in Bewegung, um 23 Raubschlösser zu zerstören. Er schlug am 8. Juli 1523 sein Lager in Sparneck auf, was in einem Wandereisen-Holzschnitt dokumentiert ist. Am 10. Juli wurden die Schlösser Sparneck und Gattendorf zerstört, am 11. Juli die Burg auf dem Waldstein und die Uprode, am 12. Juli 1523 wurde das Wasserschloss in Weißdorf gesprengt. Sämtliche Bewohner waren vorher geflohen. Die Sparnecker haben sich nie mehr von diesem schweren Schlag in ihrem Kernland erholt. Es dauerte 40 weitere Jahre, bis die Sparnecker endgültig enteignet wurden. Der letzte Sparnecker starb 1744 im Schloss Bernstein bei Wunsiedel.

### Hohenzollern, Preußen, Franzosen und Bayern
Nach der Zerstörung der sechs Sparnecker Schlösser war 1563 für den Markgrafen Georg Friedrich der Weg für die endgültige Übernahme des Sparnecker Gebietes frei. Die Markgrafen teilten ihren wachsenden Herrschaftsbereich in den obergebirgischen und den niedergebirgischen Teil ein. Im Stockenrother Schloss wurde ein Amt eingerichtet und mit der Verwaltung betraut. Um 1680 wurden die Ämter Münchberg, Stockenroth und Hallerstein zu einem Oberamt mit Sitz in Stockenroth zusammengefasst. 1731 verlegte der Amtmann Johann Georg Hartung seinen Wohnsitz nach Sparneck zurück in das Amtshaus, das er auf den Ruinen des ehemaligen Schlosses erbauen ließ. Sein Schwiegersohn Johann Siegmund Friedrich Feez erbaute 1763 ein neues, das Feezsche Amtshaus, in dem sich gegenwärtig die Dorfbäckerei befindet. Das Stockenrother Schloss wurde 1762 abgerissen, das Oberamt Münchberg-Stockenroth-Hallerstein 1779 aufgelöst und nach Hof verlagert. Als Markgraf Karl Alexander auf die Fürstentümer Ansbach und Bayreuth verzichtete, kamen sie unter preußische Herrschaft (1792–1806). Freiherr von Hardenberg führte im Jahre 1797 eine Verwaltungsreform durch und gliederte das Fürstentum Bayreuth in sechs Kreise. Münchberg wurde Sitz eines Kammeramtes als Untergliederung im Kreis Hof. Innerhalb dieses Kammeramtes wurden 14 Steuerdistrikte eingeführt, wobei Zell erstmals von Sparneck abgetrennt wurde.

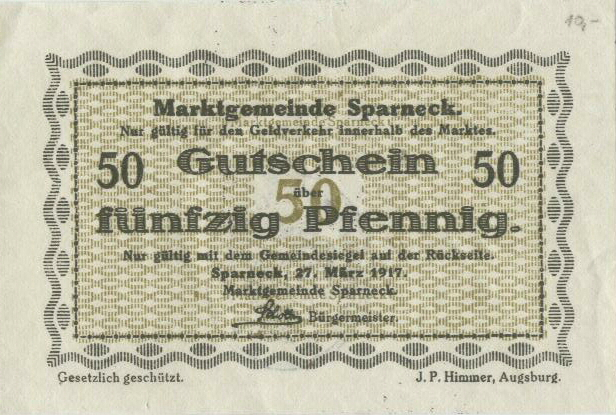
Notgeld von 1917: Gutschein über 50 Pfennig

Im Vierten Koalitionskrieg erreichten die Truppen  Napoleon Bonapartes am 8. Oktober 1806 Sparneck. Nach der preußischen Niederlage wurde in Bayreuth ein französischer Militärgouverneur eingesetzt. Der Fünfte Koalitionskrieg Österreichs gegen Frankreich endete mit einer kurzen Besetzung im Jahr 1809. Die Franzosen hatten durch ihren erfolgreichen Gegenschlag und den Frieden von Schönbrunn das Gebiet wieder unter Kontrolle. Am 30. Juni 1810 übergab Frankreich die ehemals preußischen Provinzen Ansbach und Bayreuth dem Königreich Bayern, das sie für 15 Millionen Francs von Napoleon gekauft hatte. Damit war die heutige politische Struktur geschaffen. 1817 erfolgte eine Neugliederung Bayerns in acht sogenannte Kreise, die späteren Regierungsbezirke. Der Obermainkreis mit Sitz in Bayreuth nannte sich ab 1837 Oberfranken. Anfänge zur Selbstverwaltung der Bezirke gab es seit 1829. Deren Struktur wurde zuletzt bei der Gebietsreform  im Jahre 1972 geändert. Dabei wurde der ehemalige Landkreis Münchberg dem Kreis Hof zugeschlagen. Die Gliederung in Kommunen mit Selbstverwaltungsrechten folgte dem Gemeindeedikt von 1818. Sparneck und Zell wurden getrennte Landgemeinden. Mit der Gemeindegebietsreform von 1978 bilden Sparneck und Weißdorf eine Verwaltungsgemeinschaft mit Sitz in Sparneck.

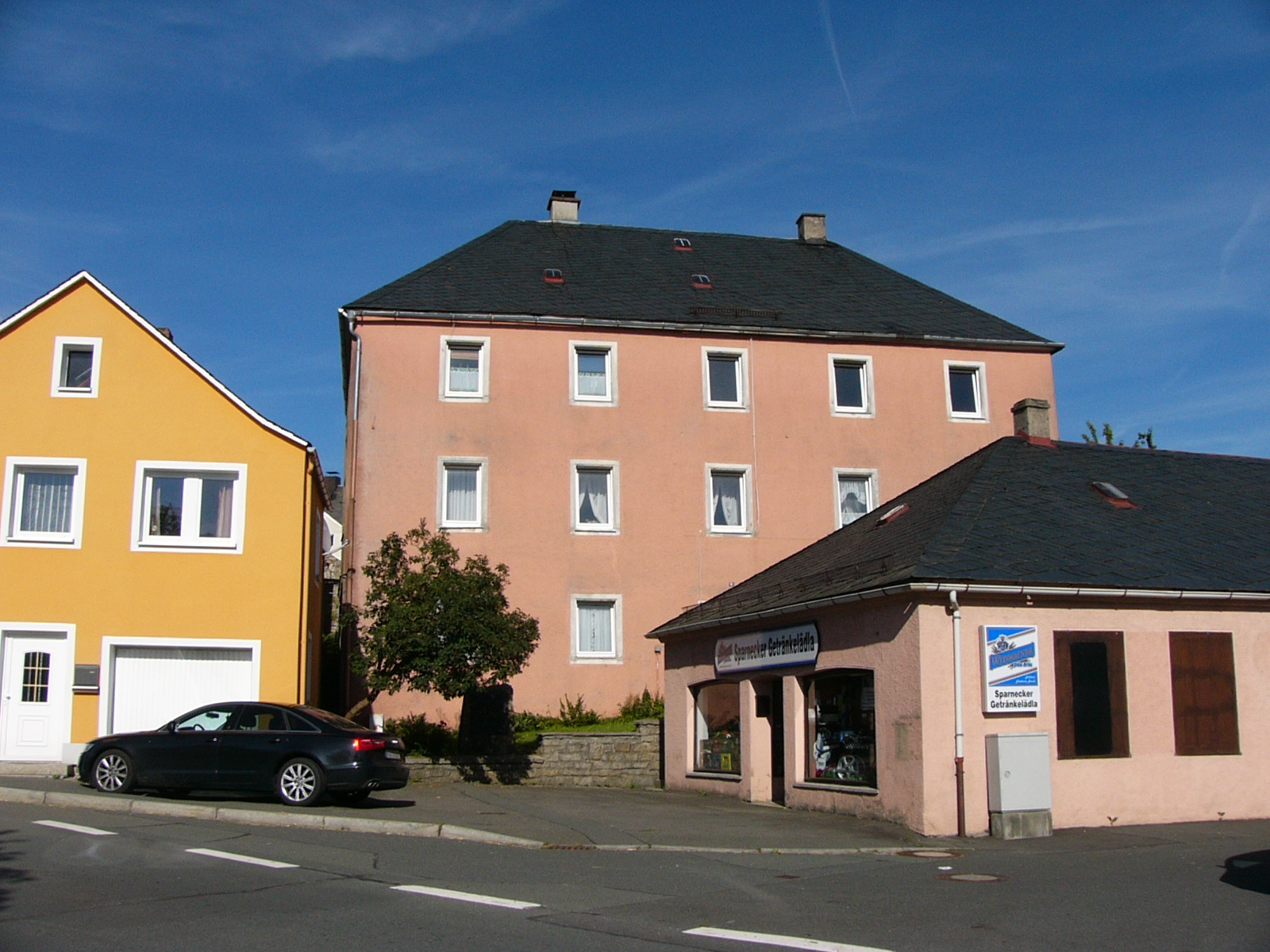
Heutiger Zustand des ehemaligen Amtshauses, erbaut auf Resten des Sitzes der von Sparneck

### Schloss
Das Sparnecker Schloss war der Stammsitz der Herren von Sparneck. Nachdem das Schloss am 10. Juli 1523 vom Schwäbischen Bund zerstört worden war, wurde es nicht wieder aufgebaut. Die Trümmer lagen 200 Jahre auf dem Schlossplatz und wurden später von den Bewohnern der angrenzenden Gebäude als Baumaterial verwendet. Im Jahr 1724 entdeckte der ehemalige Amtmann Johann Georg Hartung, dass die Keller des Schlosses noch weitgehend in Ordnung waren, und überbaute sie mit einem Amtshaus. Dieses Gebäude blieb erhalten und soll in ein Haus der Geschichte umgebaut werden.

### Kirche und Kloster

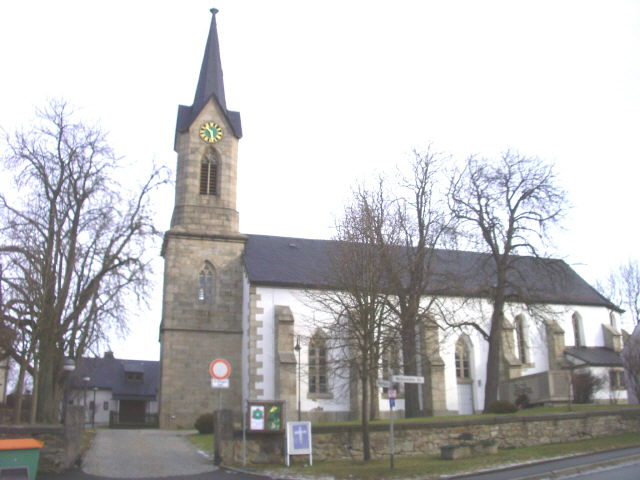
Evangelische Kirche St. Veit

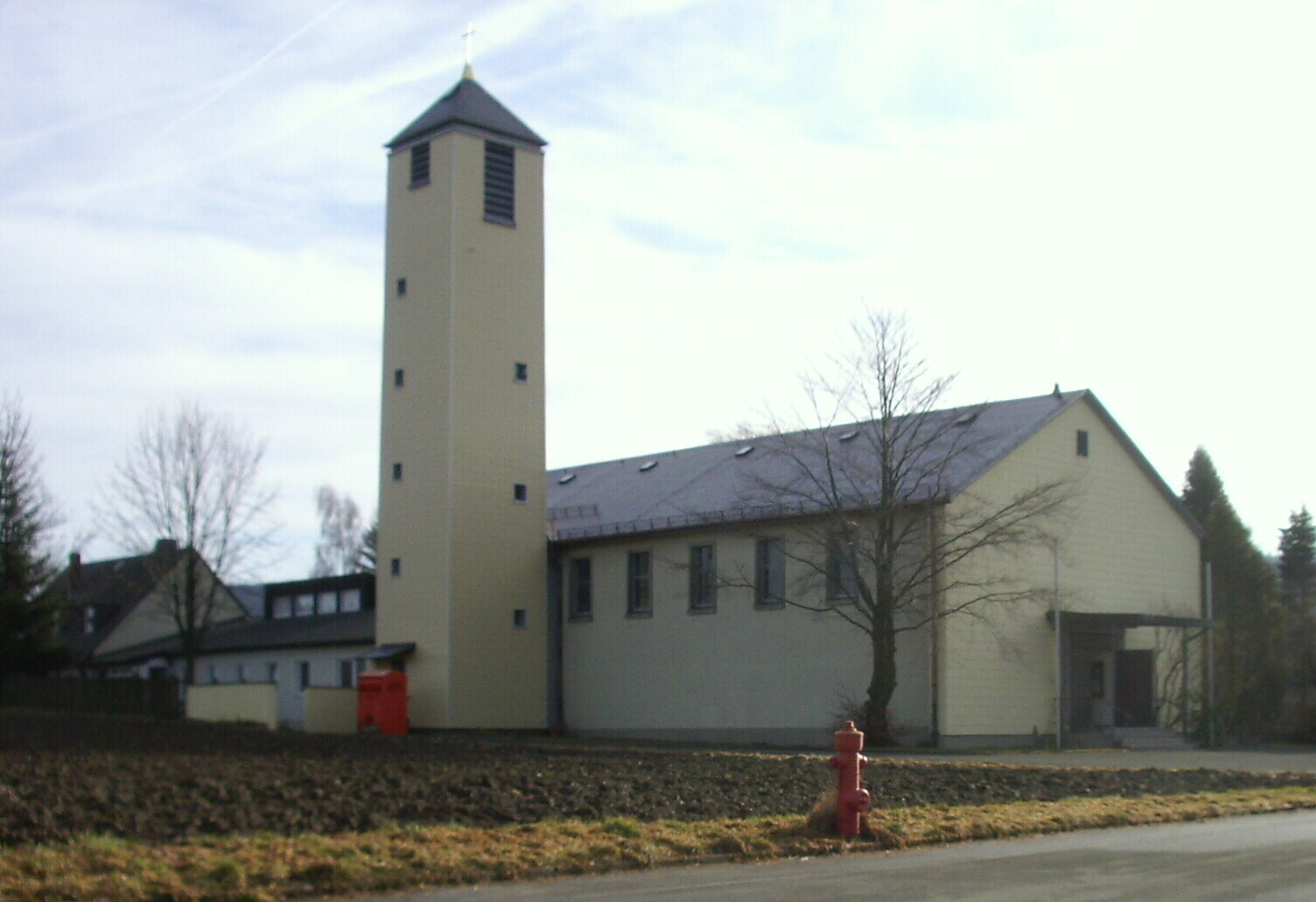
Katholische Kirche

Friedrich von Sparneck gilt als Stifter und Erbauer eines Klosters in Sparneck, das von den Karmeliten unterhalten wurde. Die evangelische Kirche St. Veit ist aus der Klosterkirche hervorgegangen.

### Verwaltungsgeschichte
Zur Realgemeinde Sparneck gehörten Einöden, Rohrmühle, Saalmühle und Ziegelhütte. Gegen Ende des 18. Jahrhunderts bestand Sparneck aus 95 Anwesen und einer Pfarrkirche und einem Forsthaus. Die Hochgerichtsbarkeit sowie die Dorf- und Gemeindeherrschaft stand dem bayreuthischen Amt Stockenroth zu. Grundherren waren
- das Amt Stockenroth: 4 Halbfronhöfe, 6 Viertelfrohnhöfe, 14 Gütlein, 44 Tropfhäuser, 2 halbe Tropfhäuser, 1 Mühle, 1 Halbhof mit Wirtshaus, 5 Viertelhöfe, 1 Viertelhof mit Mühle, 5 Häuser, 1 Kellerhaus, 2 halbe Häuser, 2 Häuslein, 1 Ziegelhütte;
- das bayreuthische Verwaltungsamt Streitau: 1 Halbhof, 1 Tropfhaus;
- die Hofkammer Bayreuth: 1 Viertelhof, 3 Häuser.[8]

Von 1797 bis 1810 unterstand Sparneck dem Justiz- und Kammeramt Münchberg. Nachdem im Jahr 1810 das Königreich Bayern das Fürstentum Bayreuth käuflich erworben hatte, wurde der Ort bayerisch. Infolge des Ersten Gemeindeedikts wurde 1812 der Steuerdistrikt Sparneck gebildet. Zu diesem gehörten Einöden, Germersreuth, Grohenbühl, Immerseiben, Immershof, Reinersreuth, Rohrmühle, Saalmühle, Stockenroth und Ziegelhütte. Zugleich entstand die Ruralgemeinde Sparneck, die deckungsgleich mit dem Steuerdistrikt war. Sie war in Verwaltung und Gerichtsbarkeit dem Landgericht Münchberg zugeordnet und in der Finanzverwaltung dem Rentamt Münchberg (1919 in Finanzamt Münchberg umbenannt). Ab 1862 gehörte Sparneck zum Bezirksamt Münchberg (1939 in Landkreis Münchberg umbenannt). Die Gerichtsbarkeit blieb beim Landgericht Münchberg (1879 in Amtsgericht Münchberg umgewandelt). 1950 kam Brandenstumpf von der Gemeinde Hallerstein hinzu. Die Gemeinde Sparneck hatte 1964 eine Fläche von 9,442 km².

### Einwohnerstatistik
Im Zeitraum 1988 bis 2018 sank die Einwohnerzahl von 1842 auf 1589 um 253 bzw. um 13,7 %. Am 31. Dezember 1994 hatte Sparneck 1940 Einwohner.
Gemeinde Sparneck
| Jahr      | 1812  | 1840   | 1852   | 1861   | 1867   | 1871   | 1875   | 1880   | 1885   | 1890   | 1895   | 1900   | 1905   | 1910   | 1919   | 1925   | 1933   | 1939   | 1946   | 1950   | 1961   | 1970   | 1987   | 2007   | 2010   | 2015   | 2022   |
| Einwohner | 1026  | 1871   | 1556   | 1642   | 1660   | 1680   | 1639   | 1587   | 1556   | 1462   | 1415   | 1448   | 1451   | 1516   | 1485   | 1549   | 1574   | 1449   | 1862   | 1970   | 2164   | 2198   | 1861   | 1725   | 1663   | 1639   | 1573   |
| Häuser    | 164   |        |        |        |        | 201    |        |        | 196    | 199    |        | 209    |        |        |        | 235    |        |        |        | 255    | 367    |        | 541    |        |        | 589    | 600    |
| Quelle    | [ 9 ] | [ 12 ] | [ 12 ] | [ 13 ] | [ 14 ] | [ 15 ] | [ 16 ] | [ 17 ] | [ 18 ] | [ 19 ] | [ 12 ] | [ 20 ] | [ 12 ] | [ 21 ] | [ 12 ] | [ 22 ] | [ 12 ] | [ 12 ] | [ 12 ] | [ 23 ] | [ 10 ] | [ 24 ] | [ 25 ] | [ 26 ] | [ 26 ] | [ 26 ] | [ 27 ] |

Ort Sparneck
| Jahr      | 1812  | 1819   | 1861   | 1871   | 1885   | 1900   | 1925   | 1950   | 1961   | 1970   | 1987   |
| Einwohner | *824  | *844   | 1098   | 1115   | 1017   | 933    | 994    | 1338   | 1515   | 1616   | †1487  |
| Häuser    | *107  |        |        |        | 118    | 120    | 144    | 172    | 252    |        | †423   |
| Quelle    | [ 9 ] | [ 28 ] | [ 13 ] | [ 15 ] | [ 18 ] | [ 20 ] | [ 22 ] | [ 23 ] | [ 10 ] | [ 24 ] | [ 25 ] |

### Konfessionsstatistik
Gemäß der Volkszählung 2011 waren 72,4 % der Einwohner evangelisch, 14,5 % römisch-katholisch und 13,1 % waren konfessionslos, gehörten einer anderen Religionsgemeinschaft an oder machten keine Angabe. Die Zahl der Katholiken und vor allem die der Protestanten ist seitdem gesunken. Ende 2020 waren von den Einwohnern 66,6 % (1.062) evangelisch, 13,2 % römisch-katholisch und 20,1 % gehören einer anderen Religionsgemeinschaft an oder machten keine Angabe.

## Politik

### Gemeinderat
Der Gemeinderat besteht aus zwölf Mitgliedern. Nach der Kommunalwahl 2020 setzt er sich wie folgt zusammen:
- SPD/Wahlgemeinschaft 5 Sitze
- CSU 5 Sitze
- Aktive Waldsteinbürger Sparneck 2 Sitze

### Bürgermeister
- 1972–1996 Fritz Prechtel
- 1996–2014 Gerhard Loy
- 2014–2020 Reinhard Schmalz
- seit 2020 Daniel Schreiner (SPD)

### Wappen und Flagge
Wappen
|                                                                        | Blasonierung: „In Blau zwei zugekehrte halbe silberne Flüge, belegt mit je einem roten Sparren“ |
| Die Sparren wurden aus dem Wappen der Familie von Sparneck übernommen. |                                                                                                 |

Flagge
Die Gemeindeflagge ist rot-weiß.

### Verwaltungsgemeinschaft
Die Gemeinde Sparneck ist Sitz der Verwaltungsgemeinschaft Sparneck, dessen Mitglied die Gemeinde ist. Neben Sparneck gehört die Nachbargemeinde Weißdorf dazu.

## Kultur und Sehenswürdigkeiten
Die „Heimatliebe“ ist ein Gebäude auf dem Steinbühl, das die nach Amerika ausgewanderte Johanna Humbert ihrem Heimatort stiftete. Das parkähnliche Areal war lange Jahre Ausrichtungsort des Wiesenfestes. Nachdem es als Ausflugslokal und Tagungsstätte genutzt wurde, ist die Errichtung eines Märchenparkes geplant. Der Stifterin Johanna Humbert zu Ehren wurde die Zufahrt zur Heimatliebe Humbertstraße benannt. Die Phyllitfelsen am Steinbühl sind ein Geotop, gefundene Mikrofossilien belegen das Gestein aus der Zeit des Praekambriums als eines der ältesten Gesteine Bayerns.
In Sparneck gab es zwei Getreide- und Schneidmühlen, deren Betrieb in den 1960er Jahren eingestellt wurde. Die nicht mehr erhaltene Rohrmühle wurde bereits 1577 urkundlich erwähnt. Die Saalmühle wurde 1687 als herrschaftliche Mühle erbaut und ist noch in Teilen erhalten.

### Baudenkmäler
Sparneck liegt am Fuß des Großen Waldsteins. Zu den Baudenkmälern im Ort zählen der Nachfolgebau der Burg Sparneck, das Feezsche Amtshaus, und die St.-Veits-Kirche.
Der Kilometerstein am Ortsausgang in Richtung Stockenroth ist ein Kleindenkmal.

## Wirtschaft und Infrastruktur

### Geschichte des Handwerks und der Industrie

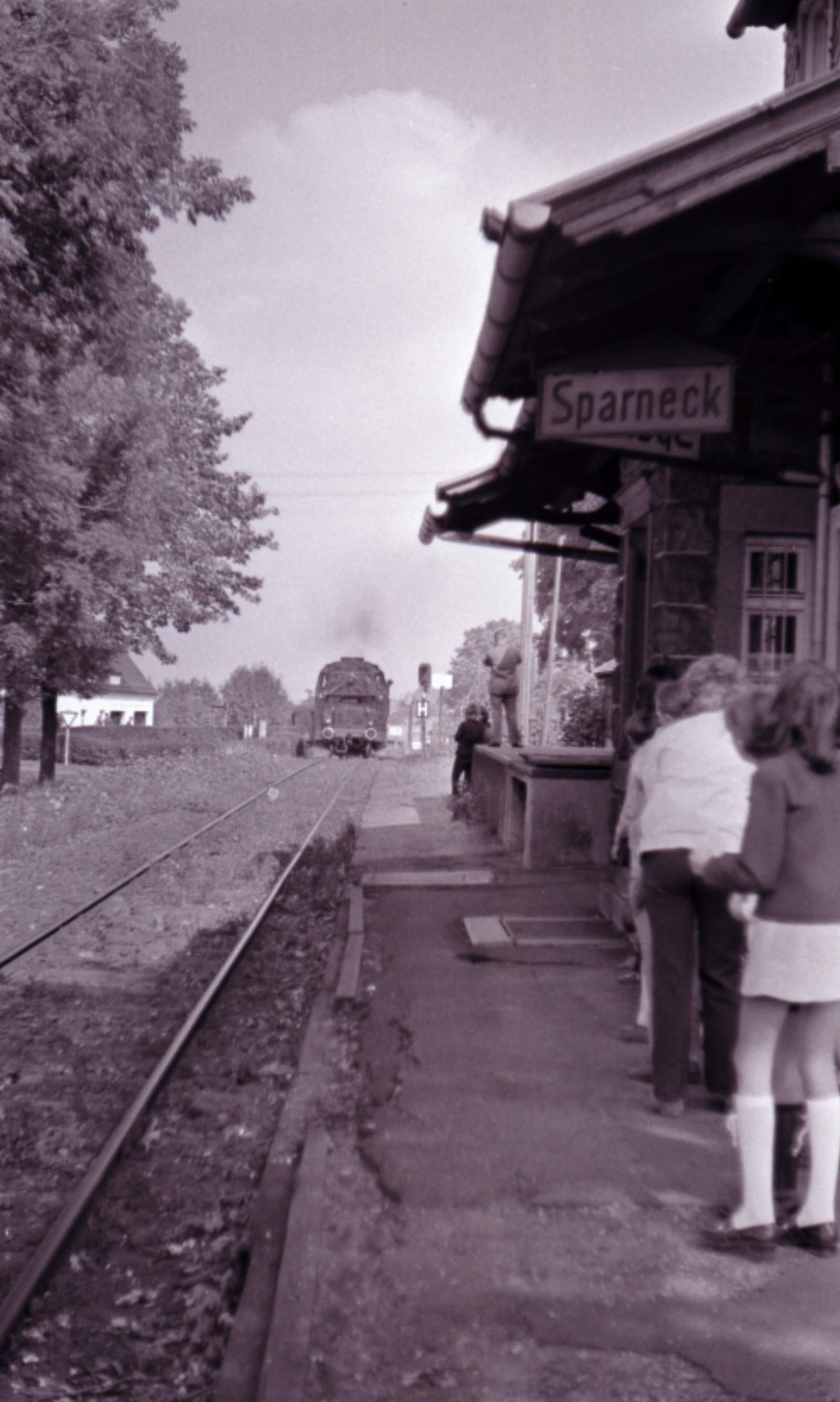
Letzter Betriebstag im Bahnhof Sparneck, vier Zugpaare wurden nochmals von einer Dampflokomotive gezogen

Bergbau wurde in der Gegend von Sparneck bereits im 15. Jahrhundert betrieben. Am Tiefenbach und an der Hohenreuth fand man Kupfer, Eisen, Silber und etwas Gold. Die Blüte des Bergbaus lag in der Markgrafenzeit. Später erwies sich die Förderung als unwirtschaftlich. Neben der Landwirtschaft war es vor allem das Handwerk, das den Lebensunterhalt immer größerer Teile der Bevölkerung sicherte. In der Gegend weit verbreitet waren die Leinen- und die Barchentweber, die ihre Produkte meist in mühevoller Heimarbeit herstellten.
Um 1800 wurde im ehemaligen Hartung’schen Amtshaus eine Färberei eingerichtet. Eine Phase der Industrialisierung setzte am Ende des 19. Jahrhunderts mit den Reinersreuther Granitwerken sowie zwei Webereien und einer Strohhülsenfabrik ein. Ein privates Elektrizitätswerk lieferte am Anfang des 20. Jahrhunderts in 32 umliegende Ortschaften Strom. Der Bau der Lokalbahn von Münchberg nach Zell über Weißdorf, Sparneck und Reinersreuth förderte die wirtschaftliche Entwicklung der Region beträchtlich. Der Bahnbetrieb wurde 1971 wieder eingestellt. Nach dem Zweiten Weltkrieg sorgte vor allem wieder die Textilindustrie für den industriellen Aufschwung. Eine Färberei und Appreturanstalt, die aus dem thüringischen Weida stammte, beschäftigte zeitweise über 400 Personen. Je eine Reißwollfabrik, Stickerei, Wirkerei und Heimtextilienmanufaktur kamen hinzu.

### Geschichte des Postwesens
1868 wurde in Sparneck eine Postablage eingeführt, am 1. April 1886 eine königliche Postexpedition eröffnet und erstmals eine einspännige Postkutsche zwischen Sparneck und Münchberg eingesetzt. 1890 wurde eine Telegrafenstation mit Telefonanschluss eingerichtet und 1898 in eine Postagentur umgewandelt. Ein Pferdeomnibus löste am 1. Juli 1890 die Postkutsche ab, der Poststall wurde aufgegeben. Durch die Eröffnung der Bahnstrecke Münchberg–Zell 1902 verlagerte sich auch der Postverkehr auf die Schienen.

### Geschichte der Eisenbahn

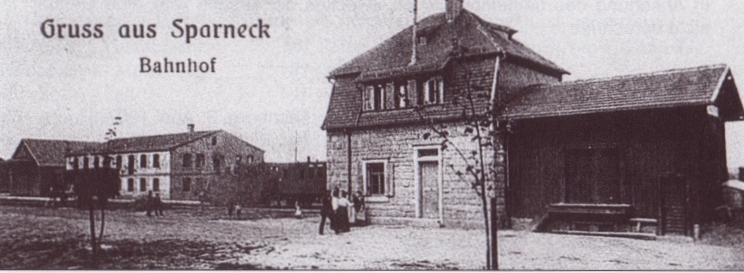
Bahnhof Sparneck um 1905

Im September 1901 begannen die Bauarbeiten an der Bahnstrecke Münchberg–Zell, am 18. Oktober 1902 verkehrte der erste reguläre Zug. Sparneck erhielt ein gemauertes Bahnhofsgebäude mit einem angebauten Güterschuppen in Holzbauweise und abseits davon ein Toilettenhaus. Der Bahnsteig befand sich am Streckengleis. In Richtung Zell wurde ein Ladegleis angelegt, das beidseitig in das Streckengleis mündete und ein zusätzliches Stumpfgleis aufwies.
Während der Anfangsjahre war der Verkehr an Werktagen auf einen morgendlichen, mittäglichen und abendlichen Zug pro Richtung beschränkt, um 1910 kam ein viertes Zugpaar hinzu. Der Fahrplan im Zweiten Weltkrieg von 1944 wies drei werktägliche Züge je Richtung auf. Ende 1954 ergänzten die ersten Schienenbusse die mit Dampflokomotiven bespannten Züge und ersetzten sie später. Mit ihnen wurde der Fahrplan auf sechs werktägliche Zugpaare verdichtet. Der Dampfbetrieb endete im September 1962.
1971 wurde die Bahnstrecke stillgelegt, der Bahnhof Sparneck verlor seine Funktion. Am 25. September 1971, dem letzten Betriebstag, waren die drei letzten regulären Personenzugpaare aus sechs Umbauwagen gebildet, die von der Dampflokomotive 086 171 gezogen wurden. Aufgrund des großen Andrangs wurde spontan ein zusätzlicher Sonderzug eingelegt.
1982 wurde das Stationsgebäude abgerissen. An den einstigen Bahnhof erinnert ein in Granit gehauenes Bahnhofsschild am Ortseingang.

### Verkehr

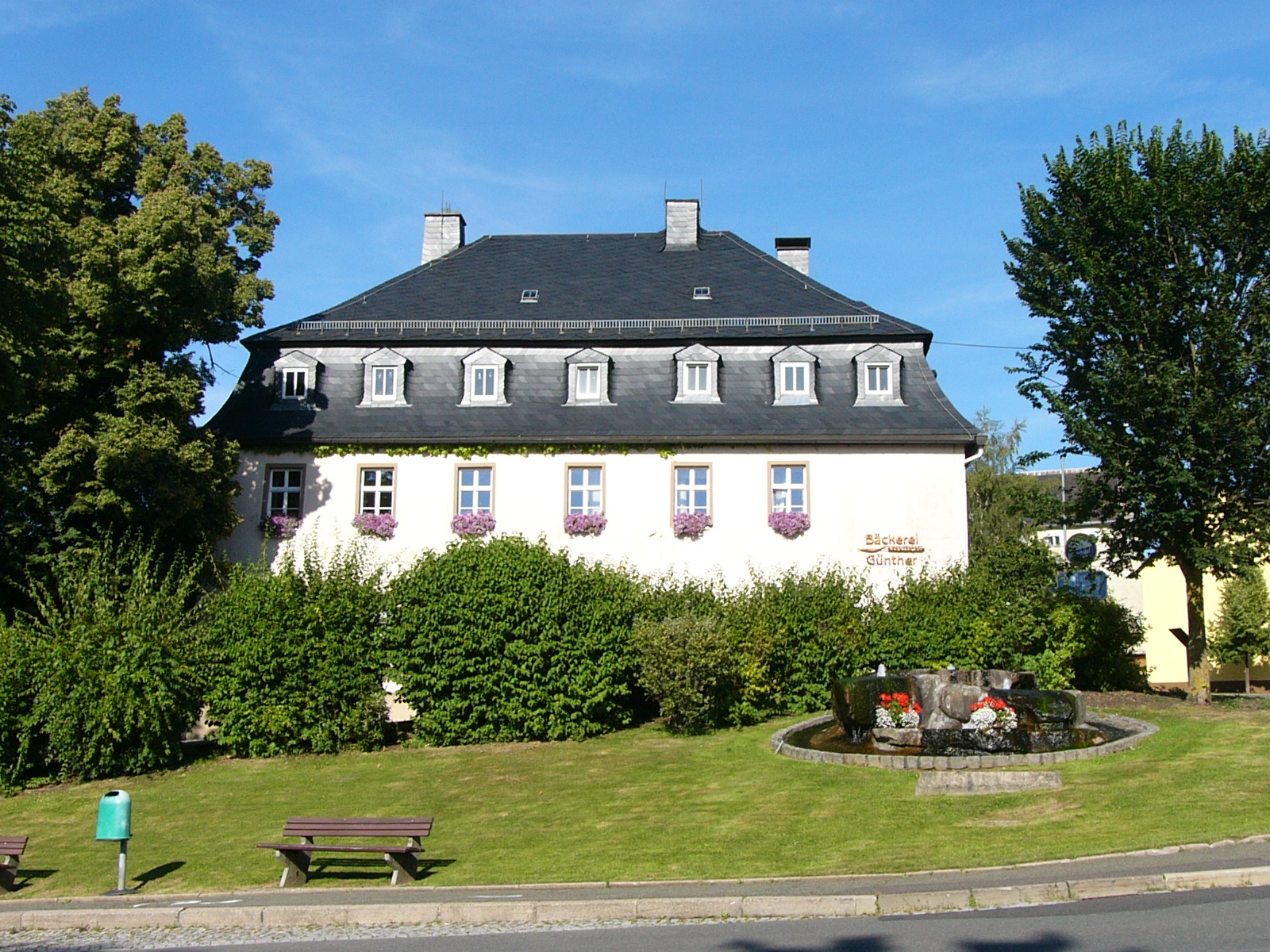
Mühlteichplatz

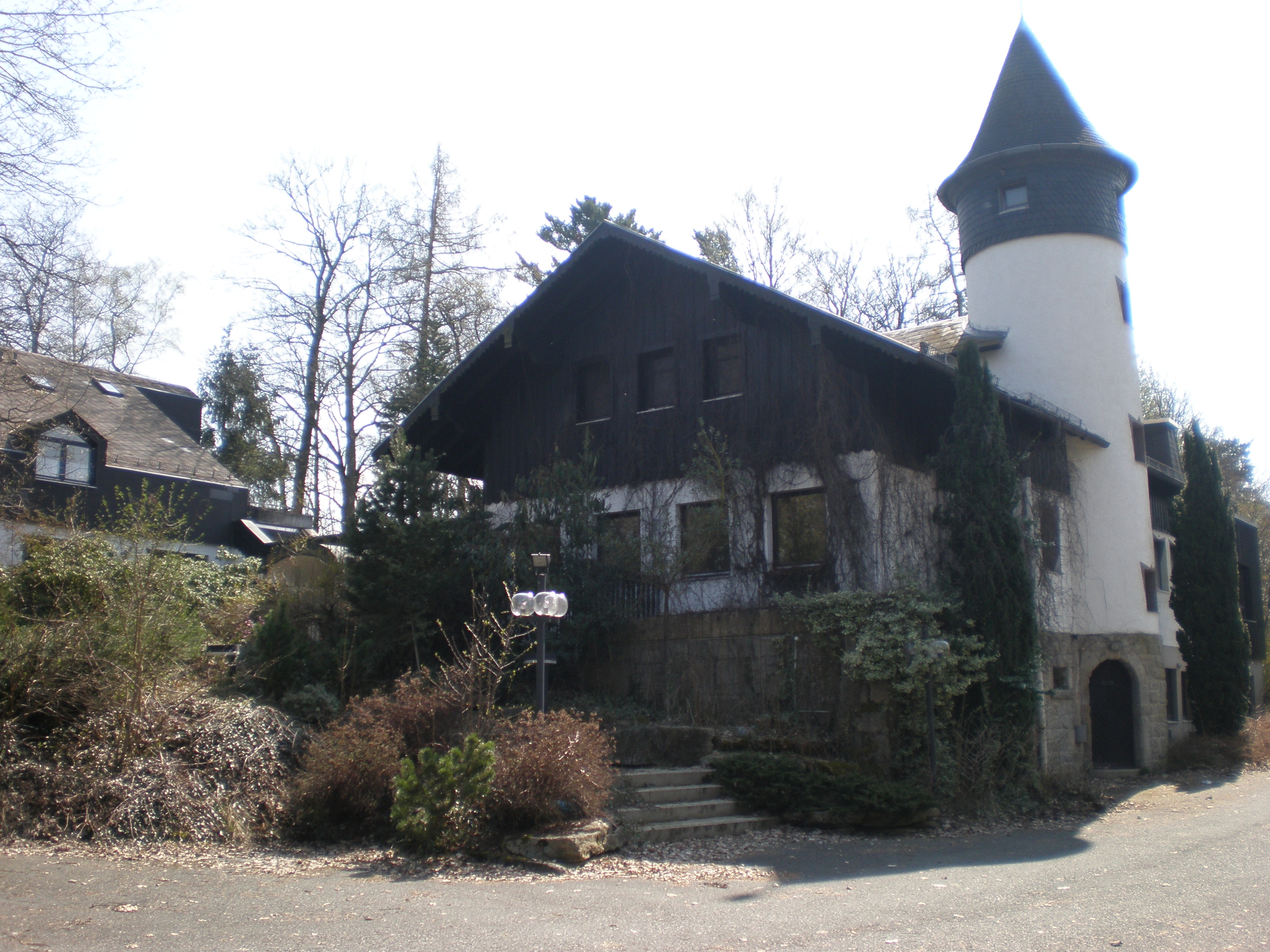
Heimatliebe

Die Kreisstraße HO 18/WUN 3 führt nach Bad Weißenstadt zur Staatsstraße 2455 (7 km südöstlich) bzw. über Stockenroth nach Münchberg zur Bundesstraße 289 (4 km nordwestlich). Die Kreisstraße HO 20 führt nach Weißdorf zur Staatsstraße 2176 (2,6 km nördlich) bzw. über Reinersreuth nach Zell im Fichtelgebirge (3,5 km südlich). Gemeindeverbindungsstraßen führen nach Reinersreuth zur HO 20 (1,4 km südlich), nach Immerseiben (1,5 südwestlich) und nach Saalmühle (1,1 km nordwestlich).

### Öffentliche Einrichtungen
- Evangelischer Kindergarten
- Schulhaus Sparneck
- Postfiliale
- Freizeitanlage Sparneck
- Kinderspielplatz Stockenroth

## Persönlichkeiten
- Alexander von Humboldt (1769–1859), Forschungsreisender, begutachtete im Sommer 1792 auf seiner Inspektionsreise auch die kleinen Bergwerke bei Sparneck
- Jean Paul (1763–1825), Schriftsteller, besuchte mehrfach seinen Bruder, der in Sparneck wohnte (siehe auch Jean-Paul-Weg)
- Karl Slevogt (1876–1951), Konstrukteur, Rennfahrer, Automobilpionier
- Karl Sonntag (1915–1982), deutscher Politiker und Mitglied des Bayerischen Landtages (SPD).
- Peter Thuy (* 1961), Wirtschaftswissenschaftler und Rektor der IUBH Internationale Hochschule